# Aversa (vino)
La Aversa è una DOC riservata ad alcuni vini la cui produzione è consentita nelle province di Caserta e di Napoli.

## Zona di produzione
La zona di produzione comprende l'intero territorio dei seguenti comuni:
provincia di Caserta
Aversa, Carinaro, Casal di Principe, Casaluce, Casapesenna, Cesa, Frignano, Gricignano di Aversa, Lusciano, Orta di Atella, Parete, San Cipriano d’Aversa, San Marcellino, Sant’Arpino, Succivo, Teverola, Trentola  Ducenta, Villa di Briano, Villa Literno.
Città metropolitana di Napoli
Giugliano, Qualiano, Sant’Antimo.

## Tecniche di produzione
Nella designazione e presentazione del vino Aversa DOC è vietato l'uso di qualsiasi qualificazione aggiuntiva diversa da quelle previste dal disciplinare di produzione, ivi compresi gli aggettivi: extra, fine, scelto, superiore, riserva, selezionato e similari.
È consentito l'uso di indicazioni che facciano riferimento a nomi, ragioni sociali e marchi privati non aventi significato laudativo e non idonei a trarre in inganno l'acquirente. Le indicazioni tendenti a specificare l'attività agricola dell'imbottigliatore quali: viticoltore, fattoria, podere, tenuta, cascina ed altri termini similari, sono consentite in osservanza delle disposizioni comunitarie e nazionali in materia. Sulle bottiglie o altri recipienti contenenti vini Aversa DOC deve figurare l'indicazione dell'annata di produzione delle uve, tale indicazione è facoltativa per il tipo "spumante".

## Disciplinare
L'Aversa DOC è stato istituito con DM 31 luglio 1993, pubblicato sulla Gazzetta Ufficiale n. 188 del 12 agosto 1993.
Successivamente è stato modificato con:
- DM 9 febbraio 1994 GU 42 - 21 febbraio 1994
- DM 28 febbraio 2000 GU 59 - 11 marzo 2000
- DM 9 gennaio 2002 GU 22 - 26 gennaio 2002
- DM 5 luglio 2006 GU 164 - 17 luglio 2006
- DM 30 novembre 2011 GU 295 - 20 dicembre 2011 Pubblicato sul sito ufficiale del Mipaaf Sezione Qualità e Sicurezza Vini DOP e IGP
- La versione in vigore è stata approvata con DM 7 marzo 2014, pubblicato sul sito ufficiale del Mipaaf Sezione Qualità e Sicurezza Vini DOP e IGP.[1]

## Tipologie

### Aversa Asprinio
Per il vino proveniente da vigneti allevati ad Alberata è obbligatoria la menzione aggiuntiva Alberata o Vigneti ad Alberata.
| uvaggio                        | Asprinio min 85%; possono concorrere alla produzione le uve di altri vitigni a bacca bianca, non aromatici, idonei alla coltivazione per le province di Caserta e di Napoli, da soli o congiuntamente max 15%. |
| titolo alcolometrico minimo    | 10,50% vol. |
| acidità totale minima          | 6,0g/l. |
| estratto secco minimo          | 15,00 g/l |
| resa massima di uva per ettaro | 120 q. |
| resa massima di uva in vino    | 70 % |

#### Caratteri organolettici
- Aspetto: giallo paglierino più o meno carico;
- Olfatto: intenso, fruttato, caratteristico;
- Gusto: secco, fresco, caratteristico.

#### Abbinamenti consigliati
Antipasti di pesce, primi piatti di pesce, pesce bollito o al vapore.

### Aversa Asprinio spumante
Per il vino proveniente da vigneti allevati ad Alberata è obbligatoria la menzione aggiuntiva Alberata o Vigneti ad Alberata.
| uvaggio                        | Asprinio min 100%; |
| titolo alcolometrico minimo    | 11,00% vol.        |
| acidità totale minima          | 7,0 g/l.           |
| estratto secco minimo          | 15,00 g/l          |
| resa massima di uva per ettaro | 120 q.             |
| resa massima di uva in vino    | 70 %               |

#### Caratteri organolettici
- Aspetto: giallo paglierino più o meno intenso; bollicine fini e persistenti;
- Olfatto: fine, fragrante, caratteristico;
- Gusto: secco, fresco, caratteristico.

#### Abbinamenti consigliati
Aperitivi, insalate di pesce, a tutto pasto.